# 10. domobranski pehotni polk (Avstro-Ogrska)
Za druge 10. polke glejte 10. polk.
10. domobranski pehotni polk (nemško k.k. Landwehr Infanterie Regiment Nr. 10) je bil pehotni polk avstro-ogrskega Domobranstva.

## Zgodovina
Polk je bil ustanovljen leta 1889. 

### Prva svetovna vojna
Polkovna narodnostna sestava leta 1914 je bila sledeča: 95% Čehov in 5% drugih.
Naborni okraj polka je bil v Mladí Boleslavi in Turnovu, pri čemer so bile polkovne enote garnizirane v Mladí Boleslavi.

## Poveljniki polka
- 1898: Alois Fiala[2]
- 1914: Viktor Meisel[1]